# Esbart Sant Jordi

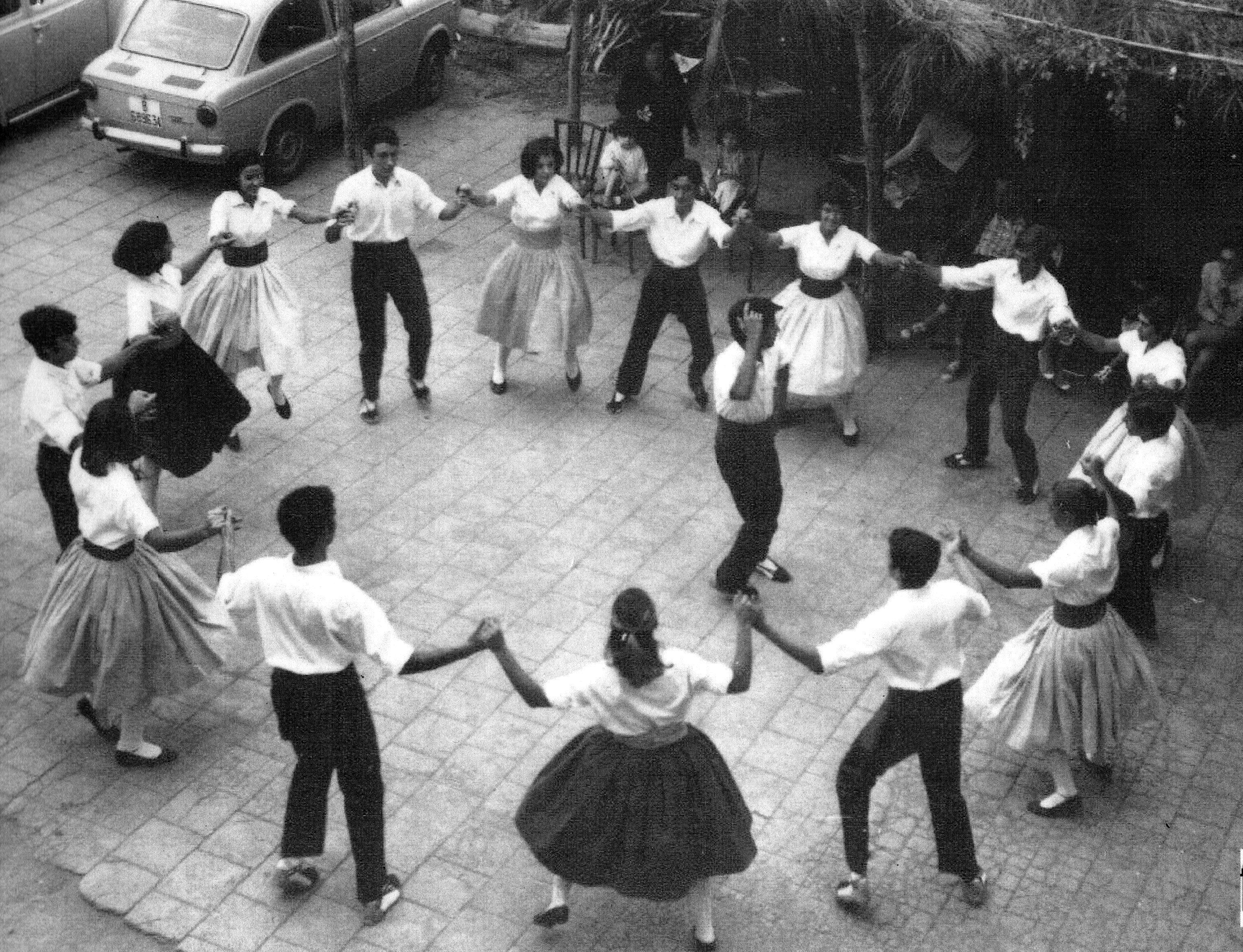
Primera actuació de l'Esbart Sant Jordi de Barcelona, 1970.

L'Esbart Sant Jordi és un esbart dansaire fundat l'any 1970 al barri de Sant Martí de Provençals de Barcelona, que treballa per la difusió de les danses tradicionals catalanes.

## Història
L'any 1970, en un domicili particular del carrer de Larrad de Barcelona, un grup de joves escindits de l'Esbart Català de Dansaires van fundar l'Esbart Sant Jordi, presidit per Manel Cebrián i Durbà (1916-1991).
En un primer moment el seu local d'assaig va ser la Penya Cultural Barcelonesa i l'any 1977 l'esbart es va traslladar a la seva actual seu, el Foment Martinenc de Barcelona, al barri del Clot-Camp de l'Arpa.
Els primers anys l'entitat només tenia un únic grup de dansaires amb un únic vestuari per a tots els balls. Amb els anys, l'esbart es va anar dotant de més vestits, ja fossin d'indumentària tradicional catalana o procedents dels figurins de noves danses creades pels coreògrafs més importants del país. Els vestits els confeccionaven persones voluntàries de l'esbart, d'entre les quals destaca Joana Raimundo i Sánchez, que va dissenyar i cosir bona part del vestuari actual.

## Organització i trajectòria
Actualment l'Esbart Sant Jordi està integrat dins el Foment Martinenc, entitat fundada l'any 1877 al mateix barri com a ateneu popular per a fomentar l'educació entre els obrers.
Els balladors de l'esbart s'organitzen en tres grups, per edats –des dels quatre anys fins als trenta–, i disposen d'un vestuari elaborat pels membres de l'esbart mateix, amb una gran varietat de confeccions per a tota mena d'espectacles. El repertori de danses de les seves representacions conté balls tradicionals de les terres de parla catalana i també alguns de nova creació, a siguin de coreògrafs com Manuel Cubeles, Salvador Mel·lo o Albert Sans, o de creació pròpia.
El cos de dansa de l'agrupació ha dut els balls a tot el país, a ciutats de la resta de l'estat espanyol –com ara Bilbao o Valladolid– i d'estats europeus, i a festivals de cultura popular com l'Aplec Internacional d'Adifolk. Per exemple, ha visitat Amsterdam, Brussel·les, Castiglione del Lago, Florència, Lausana, Luxemburg i Tolosa de Llenguadoc. Una quarantena de dansaires va participar l'any 1992 a la cerimònia d'inauguració dels Jocs Olímpics de Barcelona i dels Jocs Paralímpics.

## Entitat
Com en qualsevol entitat d'aquest tipus, a banda de l'objectiu principal de preparar i dur a terme les actuacions, el grup humà és un actiu molt important. Així, l'Esbart té una dinàmica vida social amb activitats com excursions, dinars i sopars de germanor, sortides a l'estiu i la celebració de les diferents festes del calendari tradicional català.
L'any 1978, l'Esbart Sant Jordi va participar en la creació de la Roda d'Esbarts Catalònia. La iniciativa va néixer de l'esforç conjunt dels esbarts Joventut Nostra de l'Agrupació Congrés, el Montseny del Poble Nou i el Montserratí Martinenc del Centre Moral del Clot. Té l'objectiu de facilitar trobades a les seccions de balladors infantils i juvenils, ampliada el 2004 a les seccions de veterans. Igualment, l'esbart és membre de l'Agrupament d'Esbarts Dansaires.
L'esbart té una col·lecció de nines abillades amb reproduccions exactes del vestuari que porten els balladors en les actuacions. De tant en tant, se'n fan exposicions i fins i tot, en algunes avinenteses molt destacades, han aparegut als escenaris.
L'any 2020 l'Esbart Sant Jordi celebra el seu 50è aniversari amb un programa d'activitats per a tots els públics, que s'ha d'aturar degut a la pandèmia per coronavirus.